# Dżinka
Dżinka (amh. ጂንካ) – miasto w Etiopii, w regionie Jedebub Byhierocz, Byhiereseboczynna Hyzbocz. W 2010 liczyło 27 162 mieszkańców.